# Красне (Дальнєрєченський район)
Красне (рос. Красное, нині Дальнєрєченський район Приморський край) — зникле українське селище на Зеленому Клині засноване у 1903 році. Зникло в 1950-х роках.

## Історія
Колонізація земель сучасного Дальнєрєченського району Приморського краю почалась у 1899 році, з прибуттям в Імань чергових поселенців з України, що добиралися до цього місця суднами з Одеси.
Першим у 1899 році українцями було засноване селище Веденка, потім в 1900 — Звенигородка, Гондатівка (нині Суханівка), в 1901 році — Різдвяне і Солов'ївка. Новосели отримали наділ землі у 100 десятин на кожну сім'ю. У цих п'яти селищах до кінця 1902 року проживало 816 чоловіків і 860 жінок.
У 1902 році з відведенням ділянки було утворено селище Стретенко.
Село Красне було засноване українськими сім'ями-поселенцями з Полтавської, Чернігівської та Харківської губерній 1903 року на річці Красній, в 27 км на схід від повітового містечка Імані.
Ділянка села № 140, подушова земельна норма для поселенців — 8-15 десятин (87,400—163,875 м²).
1 січня 1910 року селище увійшло до новоствореного Іманського повіту з центром у Імані, а в січні 1913 року разом з 11 сусідніми поселеннями увійшли до Веденської волості з центром у Веденці.
Згідно з переписом 1915 року в селі Красному налічувалось 94 двори, у яких проживало 278 чоловіків та 263 жінки, разом 531 особа.
Село значилось на карті 1917, 1941 та 1949 року.
На 1941 рік в селі налічувалось 65 дворів (близько 350—400 осіб), існувала власна сільська рада.
На 1940-ві роки з 80 нагороджених учасників Німецько-радянської війни з села Красного переважна більшість була українцями. Село значилось в Калінинському районі Приморського краю.
1957 року село вже відсутнє на карті.
На деталізованій карті 1985 року село теж відсутнє. Значиться лише гора Красна — 353 м.
Наразі місце на якому знаходилось село повністю спустошене.

## Гідрологія
- р. Красна[12]
- р. Майдановий Ключ[13]